# (506161) 2016 ET203
(506161) 2016 ET203 es un asteroide que forma parte del cinturón interior de asteroides, descubierto el 31 de agosto de 2014 por el equipo del Pan-STARRS desde el Observatorio de Haleakala, Hawái, Estados Unidos.

## Designación y nombre
Designado provisionalmente como 2016 ET203.

## Características orbitales
2016 ET203 está situado a una distancia media del Sol de 1,982 ua, pudiendo alejarse hasta 2,131 ua y acercarse hasta 1,833 ua. Su excentricidad es 0,075 y la inclinación orbital 21,28 grados. Emplea 1019,53 días en completar una órbita alrededor del Sol.

## Características físicas
La magnitud absoluta de 2016 ET203 es 18. 